# نصر الدين خوالد
نصر الدين خوالد ولد 16 أبريل 1986 في بسكرة (الجزائر) لاعب كرة القدم الجزائري. يلعب في مركز مدافع .

## بداية مسيرته الكروية
بدأ مشوار نصر الدين خوالد الكروي في المدرسة الكروية لإتحاد بسكرة حيث تدرج في كل الأصناف إلى غاية صنف الأكابر وبعد قضاء 3 مواسم (2003-2006) مع نادي إتحاد بسكرة صنف الأكابر، انتقل إلى نادي اتحاد الجزائر عام 2006

## المنتخب
لعب نصرالدين مع منتخب الجزائر تحت 20 ولعب أيضا مع منتخب الجزائر تحت 23 ،و منتخب الجزائر للمحليين وشارك معها في بطولة أمم أفريقيا للمحليين سنة 2011

### استدعائه للمنتخب
استدعي للمنتخب الأول في ماي 2013 بعد قضاء موسم مميز (2012-2013) مع اتحاد الجزائر وفوزه بعدة بطولات 

## ألقابه وبطولاته
- فاز بكأس الجزائر سنة 2013 مع اتحاد الجزائر
- فاز بكأس دوري أبطال العرب سنة 2013 مع اتحاد الجزائر

## وصلات خارجية
- نصر الدين خوالد على موقع قاعدة بيانات كرة القدم.إي يو (الإنجليزية)
- نصر الدين خوالد على موقع ناشيونال فوتبول تيمز (الإنجليزية)
- نصر الدين خوالد على موقع عالم كرة القدم.نت (الإنجليزية)
- نصر الدين خوالد على موقع AS.com (الإسبانية)